# Shahe fen
Shahe fen (en chino, 沙河粉; pinyin, shā hé fěn) o saho fan, denominados de forma coloquial como he fen (河粉),  es una amplia variedad de fideos chinos elaborados de arroz, la palabra "fěn" (粉) o "fun" se refiere a los fideos elaborados con arroz (Tallarines de arroz). Mientras que shahe fen y he fen son transliteraciones fundamentadas en el mandarín estándar, existen otras numerosas transliteraciones basadas en el chino cantonés, entre las que se tienen ho fen, hofen, ho-fen, ho fun, ho-fun, hor fun, hor fen, sar hor fun etc. Además de shahe fen que se menciona como kway teow (粿條, literalmente "hilo de bollo de arroz,") como el nombre del plato denominado char kway teow.

## Características
Se cree que el Shahe fen se ha originado en la ciudad de Shāhé, hoy en día parte del distrito de Cantón, en el sur de China, del cual ha tomado el nombre. El Shahe fen es muy típico de la cocina china del sur, así como en muchos de los preparados culinarios de las cocinas del sureste asiático donde hay poblaciones significantes de inmigrantes chinos.
Los fideos Shahe fen son de color blanco, amplios y finos, su textura es elástica y ligeramente de goma. No se pueden congelar, ni secar y es esta la razón por la que se encuentran por regla general frescos (donde sea disponible), en cuerdas o en anudados. Los fideos Shahe fen son muy similares a los vietnamitas bánh phở, en lo que podría decirse la versión china. Al igual que el phở se emplea en sopas así como en platos stir fried. El popular plato tailandés pad Thai se realiza con estos fideos chinos.
- Datos: Q877957
- Multimedia: Shahe fen / Q877957